# Siletz
Die Siletz waren ein im heutigen US-Bundesstaat Oregon lebender indianischer Stamm. Sie gehörten kulturell zu den Küsten-Salish, deren südlichste Vertreter sie waren, und sie sprachen den Lekwungen-Dialekt. Die Bedeutung des Namens ist nicht bekannt.
Ab 1856 wurden sie nach den Rogue-River-Kriegen zusammen mit zahlreichen anderen Stämmen in ein Reservat umgesiedelt, das nach und nach verkleinert, schließlich 1956 aufgelöst wurde. Erst 1977 bzw. 1980 konnten die konföderierten Stämme die Anerkennung als Indianerstamm und ein neues Reservat durchsetzen. Heute sind die namengebenden Siletz in den konföderierten Stämmen der Siletz-Indianer von Oregon aufgegangen.

## Geschichte

### Frühgeschichte
Die südlich des Columbia lebenden Siletz bauten Kanus des Typs, den auch die Chinook bauten. Ihre Lebensgrundlage bildete der Fischfang, wie er für alle Küsten-Salish-Gruppen gebräuchlich war, doch bot ihr Gebiet keine Lachsvorkommen. Ihr typischer Bogen bestand aus dem Holz der Pazifischen Eibe, einer zwischen Alaska und Kalifornien beheimateten Baumart. Die Jagd auf größeres Wild, wie Elche, erfolgte durch Fallgruben.

### Reservat, Epidemien, Auflösung des Reservats und der Stammesgruppe
Die Siletz wurden in die Siletz Reservation umgesiedelt, doch gelang es ihnen nicht, sich der aufgezwungenen bäuerlichen Lebensweise anzupassen. Hinzu kam, dass Kontakte mit Weißen oftmals katastrophale Folgen hatten. So ergab die erste Zählung im Reservat, dass nur noch 21 Siletz lebten. Wahrscheinlich existierten sie um 1890 bereits nicht mehr als Stamm (tribe), jedoch zählte man 1930 noch 72 Individuen, die als Siletz galten. Sie lebten mit verschiedenen anderen Stämmen zusammen, die sechs verschiedenen Sprachgruppen angehörten, die vor allem ab 1856 nach den Rogue-River-Kriegen in das neue Reservat verfrachtet worden waren, und in denen sie aufgingen.
Das am 9. November 1855 eingerichtete Reservat sollte alle als Kriegsgefangene betrachteten Indianer dieser Kriege aufnehmen und erhielt den Namen Coast Reservation (Küstenreservat). Bereits um 1860 wurde es meist „Siletz“ genannt. Für einige Stämme, die man räumlich getrennt hielt, entstanden Unteragenturen der Indianeragentur. Im ersten Jahr des Reservats verhungerten Hunderte, oder starben an Krankheiten. Die Reservatsverwaltung funktionierte so schlecht, dass es zu Verteilungskämpfen kam, die bis 1859 zu rund 100 Todesfällen führten. Um die Kämpfe zu beenden und die Indianer von der Flucht aus dem Reservat abzuhalten, wurden zwei Forts errichtet: Fort Hoskins im Kings Valley und Fort Yamhill nahe Valley Junction, das allerdings schon 1866 wieder aufgegeben wurde. Das während der Rogue-River-Kriege errichtete Fort Umpqua an der Mündung des Umpqua River wurde bereits 1862 aufgegeben. Neben den Krankheiten und der katastrophalen Versorgungslage ist den Siletz auch die ständige Belästigung ihrer Frauen durch Armee- und Milizangehörige im Gedächtnis geblieben.
Ab 1865 erfolgte durch mehrere Erlasse eine Verkleinerung des Reservats von anfangs 1.383.000 Acre auf 7.900 bis zum Zeitpunkt der Reservatsauflösung im Jahr 1954. Ab den 1870er Jahren betätigten sich vor allem Methodisten als Missionare. Die Kinder wurden ab 1879 in eine Reservatsschule geschickt, in der nur Englisch gesprochen werden durfte. Um 1900 waren die Sprachen der ursprünglichen Stämme bereits ausgestorben. Erst 1871 wurde der Auspeitschpfahl vom Indianeragenten und General Joe Palmer beseitigt, an dem als rebellisch geltende Indianer bestraft wurden.
Die Häuptlinge wurden ihres Einflusses beraubt und durch gewählte Räte und Geschworene (Jurys) ersetzt.
Noch in den 1930er Jahren klagten die Siletz um Wiedergutmachung für das ihnen genommene Gebiet vor dem United States Court of Claims (Case No. 45230). Im April 1935 stimmten von den 233 Indianern der Siletz Reservation nur 53 für die Annahme des Indian Reorganization Act, 123 dagegen.
1956 erklärte der Kongress, es gebe keinen Indianerstamm mehr im Westen Oregons. Damit verschwanden auf einen Schlag 43 Stämme. Die meist in Subsistenzwirtschaft lebenden Indianer sollten nun Steuern zahlen, was die Abwanderung und den Verkauf ihres Besitzes beschleunigte.

### Anerkennung der Stammesgruppe
Im Herbst 1973 fanden sich rund 200 Siletz zusammen und bildeten einen Rat. Sie forderten die Rückgabe des Stammesstatus und setzten fest, dass ein blood quantum, also eine Mindestzahl an indianischen Vorfahren oder ein entsprechender „Blutanteil“ von einem Achtel genügen sollte, um diesen Status zu erlangen. Am 18. November 1977 erhielten die Confederated Tribes die Anerkennung als Indianerstamm, die Präsident Jimmy Carter unterzeichnete. Am 4. Oktober 1980 erhielt die Stammesgruppe, die sich nun Confederated Tribes of the Siletz Indians of Oregon nannte, ein neues Reservat im Lincoln County, das 3.630 Acre umfasste.
Bis heute wird jedes Jahr in der zweiten Novemberhälfte das Siletz Restoration Powwow gefeiert, eine Feierlichkeit zur Erinnerung an die Wiederherstellung des Reservats.

## Aktuelle Situation
Im Jahr 2006 befanden sich rund 4400 Menschen auf der Stammesrolle. Der Stamm betreibt seit 1995 das Chinook Winds Casino, das 2005 erheblich vergrößert wurde, und einen Golf-Parcours mit angeschlossenem Hotel- und Campingkomplex namens Chinook Winds Golf Resort in Lincoln City. Außerdem besteht ein Krankenhaus, die Siletz Community Health Clinic. 2007 übernahm der Stamm die Aufgabe, das New Carissa Oil Spill Natural Resource zu führen, das vor allem den seltenen Marmelalk (marbled murrelet) schützen soll.